# Poeții lacului
Poeții lacului (Lake Poets, cunoscuți în literatura română și sub denumirea de lakiști) sunt un grup de poeți locuitori în Ținutul lacurilor, în Anglia secolului al XIX-lea, considerați a face parte din mișcarea romantică.
Scriitorii cei mai importanți din acest grup sunt William Wordsworth, Samuel Taylor Coleridge și Robert Southey. De asemenea, din grup mai fac parte: Dorothy Wordsworth, Charles Lloyd, Hartley Coleridge, John Wilson și Thomas De Quincey.
Frumusețea Ținutului lacurilor a mai inspirat de-a lungul anilor scriitori precum: James Payn, Bryan Procter, Felicia Hemans și Walter Scott.